# 神楽座
神楽座（かぐらざ）は、かつて存在した日本の映画館である。成立年代は不明であるが三重県飯南郡松阪町（現在の同県松阪市）に存在した「愛宕座」を1897年（明治30年）に愛宕町69番地に移転、「神楽座」と改称したのが起源であり、当初は歌舞伎を上演できる芝居小屋であった。1921年（大正10年）に映画館に業態を変更、このころ10代であった小津安二郎が熱心に通ったことで知られる。旧漢字表示神樂座。

## 沿革
- 1897年 - 「愛宕座」を三重県飯南郡松阪町愛宕町69番地に移転、芝居小屋の神楽座とする[11]
- 1921年 - 内部を改装、映画館に業態変更[11]
- 1951年12月16日 - 「昭和の松阪大火」により全焼、閉館[11]

## データ
- 所在地 : 三重県飯南郡松阪町愛宕町69番地
  - 現在の同県松阪市愛宕町1丁目 国道42号敷地を含めた場所

北緯34度34分17.53秒 東経136度32分10.4秒 / 北緯34.5715361度 東経136.536222度
- 構造 : 木造二階建[8]
- 観客定員数 : 1,000名（1942年[6]・1943年[7]）

## 概要

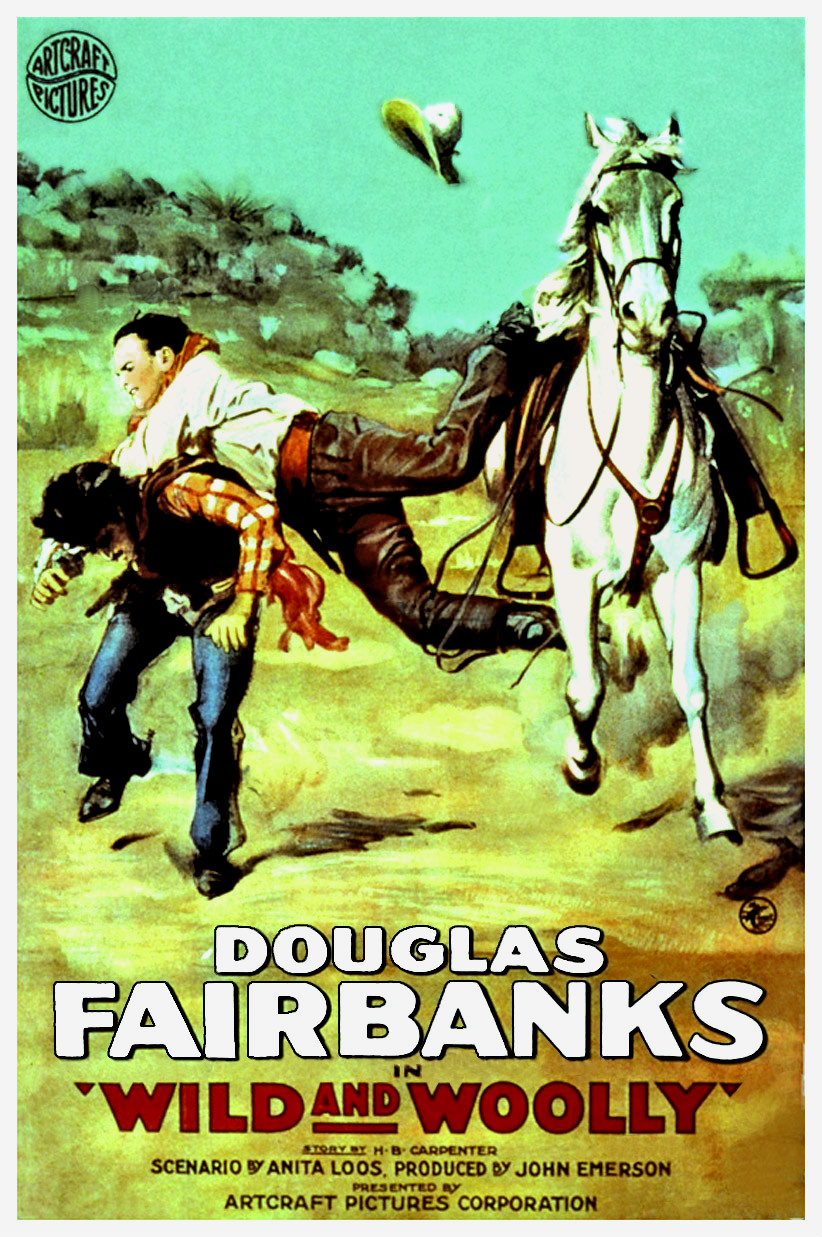
小津安二郎が少年時代に同館で観た映画『ドーグラスの蛮勇』の米国版ポスター。

成立年代は不明であるが、古くから三重県飯南郡松阪町（現在の同県松阪市）の愛宕山龍泉寺の近辺に存在したとされる芝居小屋「愛宕座」（あたござ）を1897年（明治30年）、同寺の山門の正面近くに位置する愛宕町69番地に移転し、「神楽座」と改称したのが起源であるとされる。「神楽座」という館名は、龍泉寺の脇にかつては「神楽坂」と呼ばれる坂があり、坂の名に由来したとされる。同館は、相生座（のちの松阪劇場）とともに、伊勢松阪の芝居小屋としては著名であった。同年6月、初代市川左團次（1842年 - 1904年）が名古屋の御園座での公演を終えて、次に乗り込んだのが「伊勢松阪町字愛宕町の神楽座」であるとの記録が残っている。このころ駒田好洋がシネマトグラフを携えて、サイレント映画の上映を同館でも行っている。当時の同館の経営は、貸座敷の主人連が共同出資して行われていた。同館は歌舞伎等の芝居のほか、演説会にも使用されており、1913年（大正2年）1月28日、尾崎行雄らの憲政擁護会による「憲政擁護演説会」が開催されている。
1921年（大正10年）に内部を改装し、映画館に業態を変更した。のちに松竹蒲田撮影所に入社して映画監督になる小津安二郎（1903年 - 1963年）は、当時、同館至近に住む旧制・三重県第四中学校（現在の三重県立宇治山田高等学校）の生徒であり、同年すでに同館に通って、ウィリアム・S・ハート監督の『アラスカの地獄犬』、レオン・ド・ラ・モート監督の『迷路の秘密』、ジョン・エマーソン監督の『ドーグラスの蛮勇』等の作品を同館で観た記録が残っている。1923年（大正12年）には小津は東京へ転居、1925年（大正14年）の同館では東亜キネマの上映館になっていた。1927年（昭和2年）前後には、同館は後藤藤男（1903年 - 没年不詳）の個人経営になっており、配給系統も日活およびマキノ・プロダクション作品の上映館になっていた。1932年（昭和7年）前後までは、松阪町唯一の映画館であったが、1940年（昭和15年）前後にアサヒ館（現在の松阪大映劇場）が開館し、同じころに芝居小屋の巴座（のちの巴映画劇場）が映画館に転換している。このころまでには、同館は渡邊正男の個人経営に変わってる。
第二次世界大戦の終了後も、アサヒ館、巴映画劇場とともに引き続き映画館として残っており、1951年（昭和26年）11月、小津安二郎が脚本家の野田高梧とともに同市を訪れた際に同館の前を通りかかり、野田に対し「この神楽座がなかったら、僕は映画監督なんかになってなかったかもしれませんよ」と語ったという。同年12月16日、同市内の愛宕町・平生町を襲った「昭和の松阪大火」により全焼、閉館を余儀なくされた。このとき、火元となった小津の出身校である松阪市立第二小学校（当時の住所表記で湊町、現在の五十鈴町にある五十鈴公園の場所にあり、垣鼻町の現校地とは異なる）はもちろん、小津の松阪時代の家も全焼等の被害に遭っている。
その後、同館が復興することはなく、国道42号の整備により跡地の大部分がその道路敷となって消えた。「神楽坂」と呼ばれる坂もすでになく、道は平坦になっている。2002年（平成14年）12月12日、小津の松阪時代の家の跡地（愛宕町2丁目44番地）に「小津安二郎青春館」が開館したが、同館のデザインは、小津が通った大正時代の神楽座をイメージしたものとされている。